# JR九州サンダース
JR九州サンダース（英: JR Kyushu Thunders）は、福岡県宗像市・北九州市を本拠とするトップキュウシュウ所属のラグビーチーム。練習場は、宗像市のグローバルアリーナ。

## 概要
母体は、JR九州。1930年に門鉄ラグビー部同好会として発足し、長い歴史を持つ。翌1931年には門司鉄道管理局ラグビー部に昇格した。1961年から1971年にかけて国鉄合理化の影響で休部していたが、1972年に復活。1984年に西日本社会人Bリーグに初昇格した。
1987年、国鉄民営化に伴いJR九州ラグビー部に名称変更。部員数減のため同年のリーグ戦出場を辞退。1990年に西日本社会人Bリーグに復帰し、2000年には西日本社会人Bリーグで優勝して西日本社会人Aリーグ昇格を決めた。
トップリーグ開幕に伴い、2003年にトップキュウシュウAに参入。参入当初は下位に低迷していたが、徐々に順位を上げていき、2011年には準優勝して、トップチャレンジ2に初進出した。

## タイトル
全国大会
- 国体　優勝：2回（1946, 1947[注 1]）

最上位リーグ
なし
下位リーグ
- トップキュウシュウA　優勝：2回（2017, 2018）

## 成績

### リーグ戦戦績
- 2001-2002 西日本社会人Aリーグ 8位
- 2002-2003 西日本社会人Aリーグ 7位、トップキュウシュウAへ参入
- 2003-2004 トップキュウシュウA 7位
- 2004-2005 トップキュウシュウA 6位
- 2005-2006 トップキュウシュウA 7位
- 2006-2007 トップキュウシュウA 5位
- 2007-2008 トップキュウシュウA 4位
- 2008-2009 トップキュウシュウA 4位
- 2009-2010 トップキュウシュウA 3位
- 2010-2011 トップキュウシュウA 3位
- 2011-2012 トップキュウシュウA 2位、トップチャレンジ2：3位、トップキュウシュウA残留
- 2012-2013 トップキュウシュウA 4位（予選リーグ ：4位 3勝3敗、決勝リーグ：4-7位グループ 3勝）
- 2013-2014 トップキュウシュウA 4位（予選リーグ ：4位 3勝3敗、決勝リーグ：4-7位グループ 3勝）
- 2014-2015 トップキュウシュウA 4位（予選リーグ ：4位 4勝2敗、決勝リーグ：4-7位グループ 3勝）
- 2015-2016 トップキュウシュウA 5位（予選リーグ ：5位 3勝4敗、決勝リーグ：5-8位グループ 3勝）
- 2016-2017 トップキュウシュウA 4位（予選リーグ ：4位 3勝3敗、決勝リーグ：4-7位グループ 3勝）
- 2017-2018 トップキュウシュウA 優勝（予選リーグ：1位 4勝、決勝リーグ：1-3位グループ 2勝）、3地域チャレンジ：3位、トップキュウシュウA残留
- 2018-2019 トップキュウシュウA 優勝（予選リーグ：1位 4勝、決勝リーグ：1-3位グループ 2勝）、3地域チャレンジ：3位、トップキュウシュウA残留
- 2019-2020 トップキュウシュウA 2位（4勝1位敗）
- 2020-2021 リーグ中止
- 2021-2022 リーグ中止
- 2022-2023 トップキュウシュウA 4位（2勝3敗）
- 2023-2024 トップキュウシュウA 4位（3勝2敗）
- 2024-2025 トップキュウシュウ 2位（リーグ戦：カンファレンスA2位 2勝1敗、順位決定戦：1回戦 勝利、決勝 敗戦）、3地域社会人リーグ順位決定戦 5位（1回戦敗退）

## 2021年度スコッド
2021年度のスコッドは次の通り。太字は今年度からの新加入選手。
- 主将　亀元貫地

| ポジション | 選手名   | 出身校     | 代表 キャップ |
| ---------- | -------- | ---------- | ------------- |
| PR         | 小幡大彰 | 帝京大     |               |
| PR         | 池田雅史 | 筑波大     |               |
| PR         | 大川兼聖 | 流通経済大 |               |
| PR         | 宮下智成 | 福岡工業大 |               |
| PR         | 金子崇   | 法政大     |               |
| PR         | 友枝大智 | 関西大     |               |
| PR         | 長谷川耀 | 帝京大     |               |
| HO         | 亀元貫地 | 帝京大     |               |
| HO         | 富松大義 | 龍谷大     |               |
| HO         | 中尾湧馬 | 同志社大   |               |
| LO         | 小林昌平 | 福岡工業大 |               |
| LO         | 髙岸洋徳 | 立命館大   |               |
| LO         | 堺裕二   | 東海大     |               |
| LO         | 山口和慶 | 早稲田大   |               |
| LO         | 木付航介 | 九州共立大 |               |
| LO         | 谷山泰信 | 京都産業大 |               |
| LO         | 平川望   | 近畿大     |               |
| LO         | 川添公康 | 近畿大     |               |
| LO         | 眞鍋大輔 | 福岡大     |               |
| FL         | 松井謙太 | 福岡大     |               |
| FL         | 千々和晃 | 福岡工業大 |               |
| FL         | 原田謙次 | 福岡工業大 |               |
| FL         | 山浦魁   | 九州共立大 |               |
| No.8       | 野口修平 | 帝京大     |               |

| ポジション | 選手名     | 出身校       | 代表 キャップ |
| ---------- | ---------- | ------------ | ------------- |
| SH         | 中村清伸   | 法政大       |               |
| SH         | 朝倉隆太郎 | 福岡大       |               |
| SH         | 酒井亮輔   | 専修大       |               |
| SH         | 内城正哉   | 関西大       |               |
| SO         | 石丸剛也   | 明治大       |               |
| SO         | 碓井廉     | 大東文化大   |               |
| SO         | 近藤拓     | 龍谷大       |               |
| SO         | 高井勇貴   | 同志社大     |               |
| SO         | 橋口功     | 帝京大       |               |
| SO         | 穴井貴之   | 近畿大       |               |
| SO         | 南部嵩史   | 近畿大       |               |
| WTB        | 喜聞陽平   | 加治木工業高 |               |
| WTB        | 宮崎詠基   | 帝京大       |               |
| WTB        | 元田翔太   | 帝京大       |               |
| WTB        | 平坂海人   | 帝京大       |               |
| CTB        | 徳冨大樹   | 帝京大       |               |
| CTB        | 前原巧     | 帝京大       |               |
| CTB        | 酒井大諄   | 帝京大       |               |
| CTB        | 原口遼雅   | 帝京大       |               |
| CTB        | 吉本淳之助 | 帝京大       |               |
| CTB        | 今村元気   | 青山学院大   |               |
| CTB        | 坪田祥太朗 | 東海大       |               |
| FB         | 船津光     | 帝京大       |               |
| FB         | 今住拳矢郎 | 近畿大       |               |

## 過去の所属選手
- 藤田雄一郎 - 現・東福岡高校ラグビー部監督